# Судная ночь навсегда
«Судная ночь навсегда» (англ. The Forever Purge, досл.: «Вечная чистка») — фильм ужасов, пятый во франшизе «Судная ночь». В США фильм вышел 2 июля 2021 года. В России фильм вышел 1 июля 2021 года.

## Сюжет
Спустя 8 лет после победы Чарли Роан на президентских выборах, вследствие чего «Судная ночь» была отменена, «Новые Отцы-основатели» восстановили свой контроль над правительством, из-за чего «Судная ночь» была возрождена.
Между тем в Мексике развелось большое число наркокартелей, из-за чего оттуда в США хлынул большой поток мексиканских мигрантов (крестьяне, которые из-за распространения наркокартелей потеряли свои земли) и беженцев (которые бежали из-за царящего в стране произвола преступности). Фильм начинается с того, что супружеская пара Адела (Ана де ла Регера) и Хуан (Теноч Уэрта) нелегально пересекают американскую границу в районе Техаса. На прощание гид, который их вёл, говорит, что если им будет туго, то они должны идти по пути, который «им укажут розы».
Спустя 11 месяцев, накануне «Судной ночи», Адела и Хуан живут в окрестностях Остина, где Адела работает заместителем менеджера в закусочной, а Хуан — помощником богатого коневода Калеба Такера (Уилл Пэттон). Хотя Калеб, его дочь Харпер (Ливен Рамбин) и его беременная невестка Эмма (Кэссиди Фриман) хорошо относятся к Хуану и другим латиноамериканцам, работающим на их ранчо, сын Калеба и муж Эммы Дилан (Джош Лукас) постоянно подвергает Хуана расистски-предвзятым замечаниям. По случаю «Судной ночи» Калеб платит своим работникам дополнительную зарплату, чтобы они могли защитить себя. Один из работников Кирк (Уилл Бриттейн) говорит, что не станет тратить эти деньги на защиту. Параллельно выступающий по телевидению представитель местного племени коренных американцев Чьяго (Грегори Сарагоса), как и Данте Бишоп и Мортимер Кармело до него, пытается донести до зрителей правду, сообщая, что «Судная ночь» не несёт ничего хорошего. Более того, с её возрождением в стране стало увеличиваться влияние превосходства белых и последовавшие за этим межэтнические стычки, из-за чего Чьяго прямо высказывает опасение: рано или поздно «Судная ночь» выйдет за рамки однодневного катарсиса.
«Судную ночь» Адела и Хуан проводят в специальном убежище, в то время как Такеры проводят её в своём доме за защитным панелями. Они не видят, что кто-то проник в их амбар. Адела, стоя на крыше убежища, в какой-то момент видит приближающуюся автоколонну некой группировки, чьи члены через громкоговорители сообщают, что хотят очистить территорию США от всех «небелых», поэтому последние должны им сдаться. Один из нанятых охранников убежища отговаривает шокированную Аделу заступиться за жертв в фургоне, чтобы не привлекать внимание. На следующий день Адела приходит на работу, но не смотрит на экран телевизора и поэтому не видит, как журналиста, делающего репортаж о последствиях «Судной ночи» внезапно убивают, а в кадре начинается хаос. Хуан и его коллега Ти-Ти (Алехандро Эдда) приезжают на ранчо и обнаруживают, что незадолго до этого группировка во главе с Кирком взяла Такеров в заложники. Кирк убивает Калеба, после чего Хуан и Ти-Ти застреливают его и группировку.
Адела, выйдя на задворки закусочной, замечает странную клетку с козой и, пытаясь её освободить, сама оказывается в хитроумной ловушке. Тут же рядом оказываются два головореза-зоозащитника в масках кроликов, которые хотят её убить скотобойным пистолетом, но их убивает вовремя подоспевший начальник Аделы Дариус (Сэмми Ротиби). В этот момент мимо проезжает полицейский фургон и полицейские, не разобравшись в ситуации, арестовывают пару, думая, что те нарушили закон о «Судной ночи». Хуан, узнав, что его жену везут в полицейский участок, садится с Ти-Ти и Такерами в грузовик и едет той на помощь. Пока Адела и Дариус едут в фургоне, они узнают, что в Остине орудует большая банда головорезов, которые почему-то решили продолжить «Судную ночь» и полиция никак не может их остановить. Один из головорезов выстреливает из базуки по их фургону и тот переворачивается. Дариус и Адела выживают в аварии и скоро их освобождает Хуан, но Дариус отделяется от них, потому что должен найти свою семью.
Поскольку мобильная связь не работает, то группа едет за город. Они делают привал в придорожном мотеле, чей персонал уже убит. И там же они слышат по радио, что ситуация в Остине повторяется во всех Штатах — члены некой группировки (это их фургоны видела ночью Адела), не желая расставаться с чувством вседозволенности, объявили «Судную ночь навсегда»: по их заявлению, она будет продолжаться до тех пор, пока территория США «не очистится». На фоне всего этого во всех Штатах введено военное положение, а Канада с северной стороны и Мексика с южной открыли свои с США границы на ближайшие шесть часов, чтобы позволить сбежать беженцам. Группа принимает нелёгкое решение бежать в Мексику. В пути Дилан признаётся Хуану, что он не расист, но он считает, что их расы не должны пересекаться ради собственной же безопасности.
Путь в Мексику пролегает через приграничный город Эль-Пасо, но когда герои приезжают туда, то обнаруживают, что «Новые Отцы-основатели» ввели туда для подавления насилия большой отряд военных, которые стреляют во всех, у кого в руках оружие. Пробираясь через охваченные хаосом улицы Адела и Эмма в какой-то момент отделяются от остальных, но увидев на стенах граффити, изображающих розы, решают идти по ним (здесь Адела признаётся, что в Мексике они с Хуаном состояли в гражданском отряде обороны, которые препятствовал распространению наркокартелей, но в итоге бежали в США, когда поняли, что не в силах с ними бороться). По ним же идут и Хуан с остальными, но в какой-то момент они попадают в засаду, устроенную головорезом Элайджой (Джеффри Дорнбос), который убивает Ти-Ти, но остальным удаётся спастись, когда по ним открывают огонь военные, из-за чего почти весь отряд Элайджи гибнет (включая горячо любимую им подругу), а сам он отправляется вслед за героями. Хуан и остальные, следуя знакам-граффити, добираются до убежища для беженцев, где воссоединяются с Аделой и Эммой. И именно тут по телевизору передают, что сторонники «Судной ночи» взорвали местный военный центр, из-за чего «Новые Отцы-основатели» срочно отозвали из города войска, а Мексика так же срочно закрыла границу.
Тогда на помощь зовут Чьяго, который сообщает, что его племя издревле живёт на том отрезке границы Мексики и США, где в своё время не возвели Американо-мексиканский барьер из-за сложного ландшафта (в этом месте проходит горная гряда). Беженцы едут туда на грузовике, но вскоре замечают, что за ними едут Элайджа со своим отрядом заново набранных наёмников. Харпер, Эмму и других беженцев отправляют вперёд, а Хуан, Адела, Дилан, Чьяго и ещё несколько людей остаются прикрывать тыл. После долгой борьбы им удаётся убить Элайджу и его людей, после чего они переходят на территорию Мексики, где в импровизированном лагере для беженцев находят Харпер и Эмму, которая к тому моменту уже родила девочку. Дилан благодарит Хуана и Аделу по-испански.
Фильм завершается видом США из космоса, чья территория охвачена многочисленными очагами пожаров в крупных городах. За кадром следуют новостные сообщения, рисующие крайне нерадужную картину: правительство «Новых Отцов-основателей» распускают, обвинив их в бездействии (некоторые репортёры открыто винят их в том, что страну начало уничтожать то, что было придумано ими для её же спасения); никто не знает, как справиться со сторонниками «Судной ночи навсегда», потому что их слишком много; мексиканскую границу пересекли около двух миллионов беженцев; во многих городах организовывают отряды гражданских добровольцев для помощи военным. Фильм завершается риторическим вопросом, знает ли кто-нибудь, что в ближайшем будущем ждёт США.

## В ролях
| Актёр            | Роль         |
| ---------------- | ------------ |
| Теноч Уэрта      | Хуан         |
| Ана де ла Регера | Адела        |
| Джош Лукас       | Дилан Такер  |
| Ливен Рамбин     | Харпер Такер |
| Уилл Паттон      | Калеб Такер  |
| Кэссиди Фримен   | Эмма Кейт    |

## Производство
В октябре 2018 года Джеймс ДеМонако, создатель франшизы, сказал, что он может написать сценарий к ещё одному фильму и что, по его мнению, это будет «действительно хорошая концовка» к серии.
В мае 2019 года Universal Pictures объявила о разработке нового фильма, который станет пятой частью франшизы. ДеМонако напишет сценарий, а также спродюсирует фильм с Себастьяном К. Лемерсье через свою компанию Man in a Tree Productions. Джейсон Блум также будет продюсировать через Blumhouse Productions, а Майкл Бэй, Брэд Фуллер и Эндрю Форм будут продюсировать через Platinum Dunes.
В августе 2019 года было объявлено, что режиссёром фильма будет Эверардо Гоут, который был нанят на основании его работы в качестве режиссёра эпизодов сериала 2016 года National Geographic «Марс».

## Релиз
Изначально планировалось выпустить фильм 10 июля 2020 года, но из-за пандемии коронавируса дату выхода перенесли на 9 июля 2021 года. Однако, 9 апреля 2021 года стало известно, что дата выхода фильма состоится 1 июля 2021 года в РФ.

## Критика
Ник Аллен из Playlist поставил фильму оценку «D+», написав, что он «выглядит как дешевый телефильм» и что он «отображает все, что делает эти фильмы неудачным экспериментом по эксплуатации блокбастеров». В рецензии на The A.V. Club Аня Стэнли поставила фильму оценку «D» и сказала: «нам рассказывают историю, которую много раз слышала измученная нация — проповедь об иммиграции и классовой борьбе». В обзоре Джонни Олексински в The New York Post говорится: «Эта идея была забавной один раз, может быть, даже дважды, но к пятому выпуску формула уступила место проповеди и предсказуемости».